# レオン・ファンボン
レオン・ヘンドリック・ヤン・ファン・ボン（Léon Hendrik Jan van Bon。1972年1月28日 - ）は、オランダ、ヘルダーラント州のアスペレン出身の自転車競技選手。

## 経歴
ジュニア時代はトラックレースの国内選手権において優勝を多数経験。1991年、1992年の国内選手権・ポイントレースを制覇し、1992年のバルセロナオリンピック・ポイントレースでは、ジョヴァンニ・ロンバルディに次いで2位に入った。
1994年、ラボバンクと契約を結んでプロロードレース選手に転向。1997年、ブエルタ・ア・エスパーニャ第18ステージを勝利。同年の世界自転車選手権・個人ロードレースでは3位に入った。翌1998年のツール・ド・フランス第9ステージでは、2位のイェンス・フォイクトらを抑えて勝利。また、同年のHEWクラシックスを制し、UCI・ロードワールドカップ総合2位に入った。2000年のツール・ド・フランス第6ステージでは、2位のマルクス・ツベルクらを退け区間優勝。また、国内選手権・個人ロードレースを制覇した。
2001年、マーキュリーに移籍。同年のオランダ一周で総合優勝。2002年、ダヴィタモン・ロット（現 オメガファーマ・ロット）に移籍。2003年、フェーネンダール〜フェーネンダールを制した。また2005年には、2度目の国内選手権・個人ロードを優勝。
その後、2007年にラボバンクに復帰したが、1年で契約切れとなり、2008年よりマルコ・ポーロに在籍。最近ではロードレースに加えて、トラックレースの6日間レースにも取り組んでいる。2011年はダニー・スタムと組みロッテルダム6日間レースで優勝した。